# Jimmy Anders
James Anders (8 tháng 3 năm 1928 – 2002) là một cầu thủ bóng đá người Anh thi đấu cho St Helens Town, Preston North End, Brentford, Bradford City, Rochdale, Bradford Park Avenue (2 lần), Accrington Stanley, Buxton và Tranmere Rovers.
Anh trai của ông là đồng đội Harry Anders.